# 恋ボーイ恋ガール
『恋ボーイ恋ガール』（こいボーイこいガール）は、1999年4月15日から同年9月9日までフジテレビ系列局で放送されていたフジテレビ製作の恋愛バラエティ番組である。放送時間は毎週木曜 19:00 - 19:53 （日本標準時）。
恋愛に一途な若者たちをテーマにした番組で、彼らの恋愛模様を収めたVTRをレギュラー陣がスタジオで鑑賞していた。主な企画に「ラブラブトレイン」や「映画のようにめぐり逢いたい」があった。

## 出演者

### 司会
- 三宅裕司 - 前番組『コレって変ですか〜!?』から引き続き出演。
- 加藤あい
- 東野幸治

### その他の主な出演者
- S.E.S.
- 吉野紗香
- 大森玲子
- 優香
- 極楽とんぼ（加藤浩次・山本圭壱）
- 藤井隆
- 藤原竜也
- ほか

## スタッフ
- プロデューサー：古賀憲一・簾畑健治（日本テレワーク）、西村薫（IVSテレビ）
- 技術協力：八峯テレビ、FLT、IMAGICA、ヴェントゥオノ
- 美術協力：フジアール
- 制作協力：日本テレワーク、IVSテレビ制作、wada works
- 制作著作：フジテレビ